# Manla-Talsperre

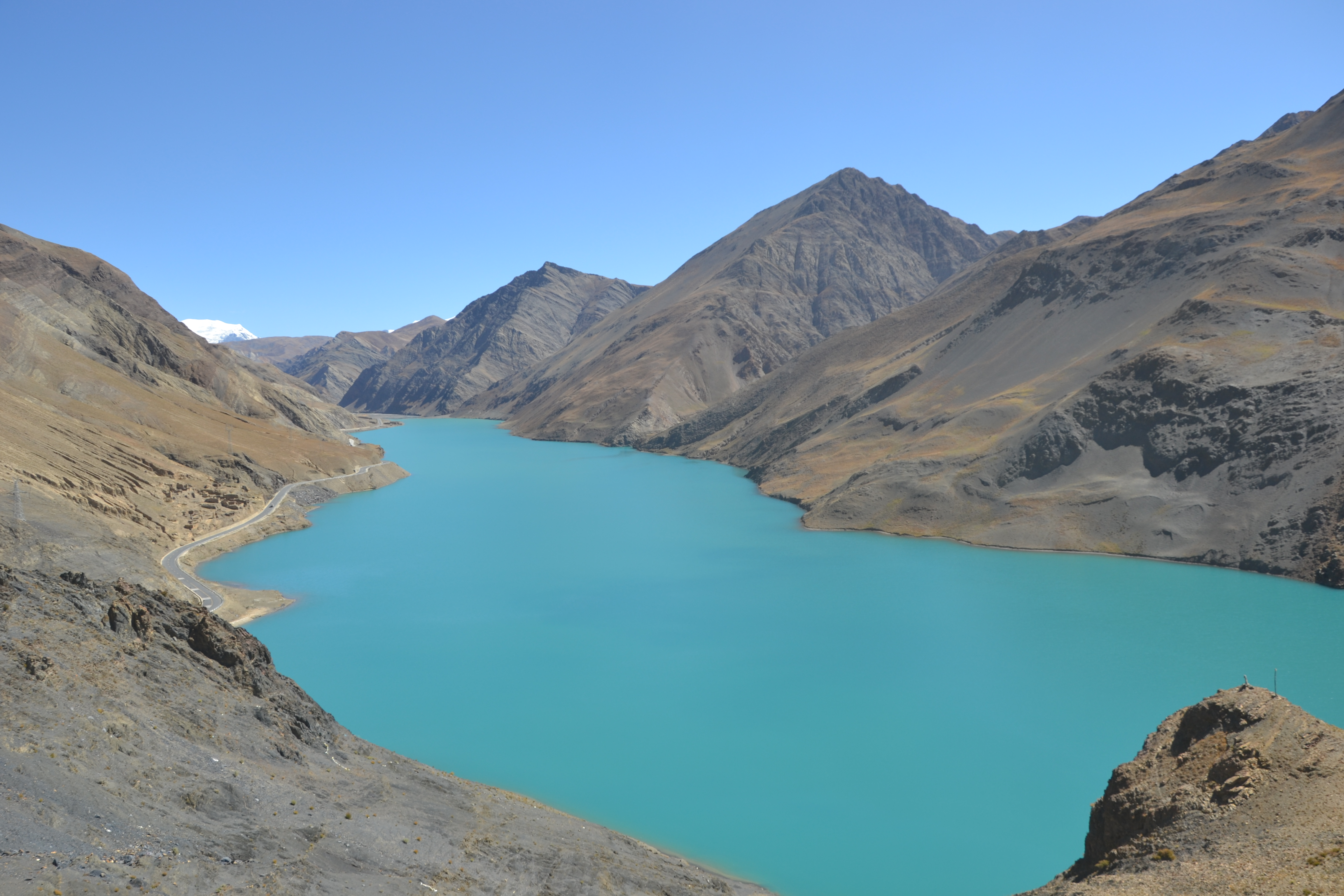
Der Manla-Stausee (2011)

Die Mamlha- oder Manla-Talsperre (chinesisch 满拉水利枢纽, Pinyin Manla Shuili Shuniu) und das gleichnamige Wasserkraftwerk befinden sich am Fluss Nyang Qu im Lungmar-Tal, das 28 km vom Hauptort des Kreises Gyangzê und 113 km vom Stadtbezirk Samzhubzê entfernt in Tibet liegt. Die Talsperre wird für die Bewässerung, die Wasserkraftgewinnung, den Hochwasserschutz und den Tourismus genutzt. Es ist das größte von 62 Projekten der chinesischen Zentralregierung, die Tibet wirtschaftlich entwickeln sollen, und möglicherweise das bisher größte in Tibet überhaupt.
Der Nyang Qu, der in den Gangwasangbu-Bergen entspringt, ist ein 217 km langer Zufluss des Yarlung Zangbo und entwässert insgesamt ein Gebiet von 11.130 km². Das Mamlha-Wasserkraftwerk ist das erste am Nyang Qu. Das Einzugsgebiet oberhalb der Talsperre ist 2.757 km² groß. Jährlich fließen hier durchschnittlich 483 Millionen Kubikmeter Wasser ab. Das Reservoir hat einen Speicherraum von 157 Millionen Kubikmeter. Mit dem Wasser kann man eine landwirtschaftliche Fläche von 27.000 Hektar bewässern. Man erhofft sich, dass Tibet sich damit mit Getreide, Fleisch und Speiseöl selbst versorgen kann.
Die Stauanlage besteht aus einem 287 Meter langen und 75,3 Meter hohen Haupt-Absperrbauwerk, einem Hochwasserkanal, einem Verteilerstollen und dem Wasserkraftwerk. Das Kraftwerk kann 20 Megawatt erzeugen und im Jahr 61 Millionen kWh Strom liefern. Die Bauarbeiten begannen 1995. Der Dammbauwerk war am 20. November 1996 fertiggestellt, die Restarbeiten sollten im Oktober 1999 fertig sein.
Ein weiteres und noch größeres Talsperrenprojekt in Tibet ist das große Staudammprojekt in der Yarlung-Zangbo-Schlucht bei den Bergen Namcha Barwa und Gyala Peri. Es wurde im Jahr 2010 325 km südöstlich von Lhasa am Oberlauf des Brahmaputra begonnen.